# Rabbit Hole
Rabbit Hole is een toneelstuk geschreven door David Lindsay-Abaire. Het stuk won in 2007 Pulitzerprijs voor Drama.
Het stuk is geschreven in opdracht van South Coast Repertory en werd door het eerst opgevoerd op het Pacific Playwrights Festival in 2005. De eerste volledige productie was New York in 2006 en is daarna veel gespeeld door zowel professionele als amateurgezelschappen in Amerika. 
De Nederlandse première van het stuk vond plaats in 2010. Het werd opgevoerd in Uithoorn, door toneelgroep Maskerade, in een Nederlandse vertaling door Thea Waanders en Ger Thijs.

## Verhaal
Het stuk gaat over de manier waarop verschillende leden van een familie om gaan met de dood van een kind. Ondanks het zware onderwerp is het regelmatig opvallend licht van toon.

## Personages (in volgorde van opkomst)
- Izzy — Becca's losbandige zus. Ongetrouwd, maar ze heeft een relatie met Auggie. Ze is gedurende het stuk zwanger. Hierdoor ontstaat er een spanning tussen haar en Becca omdat Becca het niet terecht vindt dat Izzy straks een kind heeft en zij niet.
- Becca — Vrouw van Howie, achter in de dertig. Ze is normaal gesproken een heel verantwoordelijk en redelijk persoon, maar ze neemt een aantal harde beslissingen tijdens de voorstelling, die alles met haar verdriet te maken hebben. Howie beschuldigd haar dat ze onbewust Danny aan het uitwissen is door het huis te verkopen, zijn tekeningen op te bergen en de hond naar haar moeder te brengen. Ze wist zelfs de laatste video van Danny.
- Howie — Man van Becca, achter in de dertig. Zeer zorgzaam, maar heeft het erg moeilijk met de dood van Danny. Daardoor wordt het snel kwaad en is hij depressief (al probeert hij dat zo veel mogelijk te verbergen.)
- Nat — Moeder van Izzy en Becca. Ze helpt Howie en Becca bij het verhuizen en geeft moederlijk advies aan Becca. Haar zoon (Becca's broer, Arthur), een heroïne verslaafde, heeft op zijn 30e een einde aan zijn leven gemaakt.
- Jason Willette — 17-jarige jongen die per ongeluk Danny heeft aangereden met zijn auto, waardoor Danny overlijdt. Hij woont bij zijn moeder; over zijn vader komen we niks te weten, al hint de schrijver erop dat die dood is. Jason houdt van sciencefiction en schrijft een verhaal over konijnenholen ter nagedachtenis aan Danny.

### Overige personages
Dit zijn onzichtbare personagea
- Danny — Gestorven toen hij 4 was. Zoon van Becca en Howie. We horen zijn stem op een video die Howie 's nachts kijkt. Hij is dan op het strand.
- Taz — De hond waar Danny achteraan rende, de straat op. We zien hem niet in de voorstelling, maar we horen hem wel een aantal keer blaffen. Becca wil de hond niet meer hebben (hij doet haar te veel aan Danny denken) maar Howie is gek op de hond.
- Rick and Debbie — Vrienden van Becca en Howie. Ze hebben een dochter, Emily, die net zo oud is als Danny. Debbie ontloopt Becca na het ongeluk.
- Reema — Vriendin van Izzy
- Auggie — Vriend van Izzy, vader van haar kind.

## Rolverdeling
- Becca — Cynthia Nixon
- Howie — John Slattery
- Nat — Tyne Daly
- Jason — John Gallagher Jr.
- Izzy — Mary Catherine Garrison

## Nederlandstalige vertalingen
In 2010 is het stuk opgevoerd in Nederland in de vertaling van Ger Thijs en Thea Waanders. Het zou de eerste voorstelling van het stuk in Europa zijn.
In 2013 is het nogmaals gespeeld in een Nederlandse vertaling van Tom Kleijn onder de titel "De tijd voorbij", gespeeld door Tjitske Reidinga en Peter Blok onder regie van Antoine Uitdehaag.
In november 2010 werd het voor het eerst opgevoerd in België in een Nederlandstalige versie, door amateurgezelschap Het Meiklokje uit Sint-Agatha-Berchem. Dit in een regie van Kris Vanden Driessche en in een vertaling van Hedwig Cooremans. Deze vertaling, met als titel Konijnenpijp, is uitgegeven door auteursbureau Almo. Auteur David Lindsay-Abaire gaf persoonlijk zijn toestemming aan theatergezelschap Het Meiklokje om zijn Rabbit Hole als eerste in deze vertaling te mogen opvoeren in een Nederlandstalig wereldcreatie.

## Verfilming
Een verfilming van het toneelstuk ging in première op het Toronto International Film Festival in september 2010, en kende een beperkte bioscoopuitgave in december 2010. Nicole Kidman speelt Becca Corbett. Daarnaast is ze ook de producent van de film. Ze kreeg een Oscar nominatie voor deze rol. Aaron Eckhart speelt Howie Corbett. John Cameron Mitchell is de regisseur. Overige castleden zijn Dianne Wiest, Tammy Blanchard, Giancarlo Esposito en Sandra Oh.

## Prijzen en nominaties
Prijzen
- Pulitzer Prize for Drama
- Tony Award for Best Actress in a Play – Cynthia Nixon

Nominaties
- Tony Award for Best Play
- Tony Award for Best Featured Actress in a Play – Tyne Daly
- Tony Award for Best Direction of a Play – Daniel Sullivan
- Tony Award for Best Scenic Design of a Play – John Lee Beatty